# Gustav Adolf von Liebenstein
Friedrich Franz Carl Gustav Adolf (auch Adolph) Freiherr von Liebenstein (* 17. Februar 1853 in Rieden bei Bregenz; † 20. Oktober 1913) war ein deutscher Verwaltungsbeamter.
Er war der Enkel von Ludwig von Liebenstein und Sohn von Gustav Adolph [I.] von Liebenstein (1824–1892) zu Jebenhausen.

## Leben
Nach dem Besuch des Gymnasiums in Heilbronn studierte Gustav Adolf von Liebenstein Rechtswissenschaft an der Ruprecht-Karls-Universität Heidelberg, der Friedrich-Wilhelms-Universität Berlin und der Universität Straßburg. 1872 wurde er Mitglied des Corps Saxo-Borussia Heidelberg. Nach Abschluss des Studiums trat er in den Verwaltungsdienst des Reichslands Elsaß-Lothringen ein. 1882 wurde er Regierungsassessor bei der Kreis- und Polizeidirektion in Mülhausen. Von 1888 bis 1893 war er Kreisdirektor des Kreises Saarburg. 1896 wurde er Polizeipräsident in Metz. 1910 war er Geheimer Oberregierungsrat in Straßburg. Zuletzt bis zu seinem Tod 1913 lebte er in Florenz.

## Auszeichnungen
- Ernennung zum Geheimen Oberregierungsrat[4]
- Ritterkreuz 1. Klasse des Ordens vom Zähringer Löwen, 1898